# جراح‌ماهی نوارنارنجی
جراح‌ماهی نوارنارنجی (نام علمی: Acanthurus olivaceus) نام یک گونه از سرده جراح‌ماهی است.